# PEGUS Hoofdkantoor
Het hoofdkantoor van het Provinciaal en Gemeentelijk Utrechts Stroomleveringsbedrijf (PEGUS) is een monumentaal gebouw in de Nederlandse stad Utrecht.
Het gebouw aan de Keulsekade dateert uit 1953 en is een ontwerp van de architect A.J. van der Steur. Hij gebruikte een historiserende stijl waarbij de betonnen/bakstenen gevels zijn voorzien van frontons en pilasters. Deel van het ontwerp is het interieur dat onder meer voorzien is van glas in lood en verlichtingsarmaturen. Ook het hekwerk en de lantaarnpalen voor het gebouw behoren tot het ontwerp. Het voormalige hoofdkantoor is gewaardeerd als gemeentelijk monument.

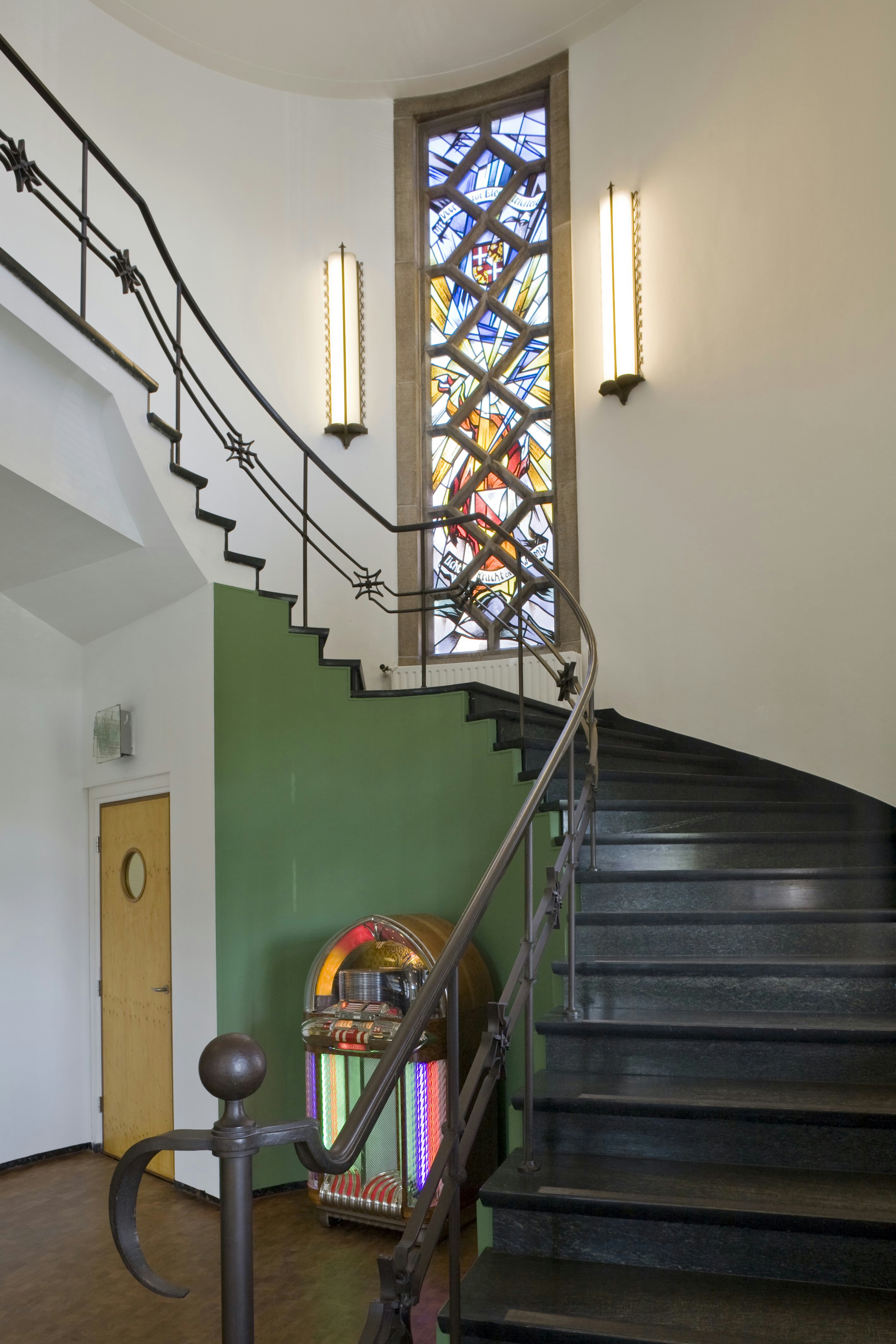
Trappenhuis